# なにもの
『なにもの』は、日本の男性アイドルグループ・King & Princeの13枚目となるシングル。2023年6月21日にJohnnys' Universeから発売された。

## 概要
2023年5月22日に5人体制を終了したKing & Princeにとって、2人体制初のシングル作品となる。
本作のリリースは5月23日19:00からYouTubeやTwitter、TikTok、Instagramなどで生配信された「#ティアラとKPが贈る5歳誕生日会生配信」で発表され、翌24日には髙橋とSixTONESの森本慎太郎がW主演する日本テレビ系日曜ドラマ『だが、情熱はある』で5月28日に放送される第8話からの主題歌にも起用されたことが発表された。
「なにもの」は「気負わず、今をたのしむこと」をテーマに、日常にある小さな幸せの積み重ねを歌った応援歌で、等身大のKing & Princeが表現されている。爽やかなジャズテイストの楽曲で、髙橋は「すごく温かくて、明るくて優しい曲」と述べていたが、ドラマのエンディングで初解禁された際にはファンから「ハーモニーがきれい」「温かさ感じる」など反響が殺到した。6月1日の21:00にはミュージックビデオがYouTubeチャンネルで公開された。2人がそれぞれ私生活をイメージした部屋で過ごす2分割画面で構成されるシーンや、ステージ上でビッグバンドをバックにパフォーマンスするシーンなど様々なシチュエーションを楽しめるものになっている他、冒頭のカチンコやカレンダーなど、発売日の6月21日を表すと思われる6・2・1を強調する仕掛けが各所に施されている。ダンスはs**t kingzのOguriにより、歌詞にちなんだキャッチーな振付がされており、テレビでは6月5日のTBS系『CDTVライブ!ライブ! 2時間SP』で「名もなきエキストラ」と共に初披露された。

## リリース
初回限定盤A・B（CD＋DVD）、通常盤（CDのみ）とファンクラブ限定のDear Tiara盤（CD＋DVD）の4形態で発売。

### 特典
先着外付け特典
- 初回限定盤A：フォトカード（A6）
- 初回限定盤B：クリアポスター（A4）
- 通常盤（初回プレス）：ネックストラップ

初回封入特典
いずれも視聴期間は6月20日（火）昼12:00 - 7月4日（火）18:00
- 初回限定盤A：期間限定動画A視聴シリアルナンバー
- 初回限定盤B：期間限定動画B視聴シリアルナンバー
- 通常盤（初回プレス）：期間限定動画C視聴シリアルナンバー

特典
- Dear Tiara盤：King & Princeファンミーティングチケット「King & Prince」とうちあわせチケット応募権利

### 仕様
- 初回限定盤A・初回限定盤B・Dear Tiara盤：スリーブケース仕様（それぞれ画像は異なる）[18]
- 通常盤：スリーブケース+アナザージャケット1種封入[18]

## 収録曲

### CD

#### 初回限定盤A
1. なにもの［3:43］
作詞：YAmai、タイラヨオ / 作曲：YAmai / 編曲：吉岡たく、村田陽一（ブラス＆ストリングスアレンジ）、YASU（コーラスアレンジ）
髙橋海人・森本慎太郎ダブル主演日本テレビ系日曜ドラマ『だが、情熱はある』（第8話以降）主題歌[9]
2. Magic of Love［4:49］
作詞・作曲：竹内雄彦 / 編曲：鈴木雅也

#### 初回限定盤B
1. なにもの
2. Kiss & Kill［3:05]
作詞・作曲：荒谷翔大（yonawo） / 編曲：Dr.Lilcom

#### 通常盤
1. なにもの
2. アシタノカタチ［4:18］
作詞：EMI K.Lynn、成海カズト / 作曲：成海カズト / 編曲：児山啓介、YASU（コーラスアレンジ）
3. 名もなきエキストラ［4:11］
作詞・作曲：花房遊 / 編曲：YASU

#### Dear Tiara盤
1. なにもの
2. 話をしようよ［3:30］
作詞・作曲：海人[21] / 編曲：川端正美

### DVD

#### 初回限定盤A
1. 「なにもの」Music Video
2. 「なにもの」Music Video -Lip Sync ver.-
3. 「なにもの」Music Video Shooting Behind the scenes[22]

#### 初回限定盤B
1. 様々なゲームに挑戦！チームワークチャレンジ[23]
2. Making of Single「なにもの」Jackets & Dance

#### Dear Tiara盤
1. King & Princeのサウナで身も心もさらけ出せ！本音トーク

## チャート成績
発売初日（店着日）の6月20日付と翌21日付のオリコンデイリーシングルランキングで共に1位を獲得。初日46.1万枚、2日目4.2万枚で、累積売り上げは50.3万枚となり、2日間でハーフミリオンを達成した。6月27日に発表された7月3日付のオリコンウィークリーシングルランキングでは初週売上54.4万枚となり、13作連続・通算13作目の1位を獲得した。なお、デビューシングルからの初週売上30万枚超えは13作連続となり、歴代単独1位となった（2位は12作のKinKi Kids）。合算シングルランキングでも週間54.7万PT（546,550PT）を記録し、通算11作目の1位を獲得。合算シングル通算1位獲得作品数も、乃木坂46、Hey! Say! JUMP、ジャニーズWESTと並んでいた歴代1位タイから、歴代単独1位となった。